# コンスタンチン・スメタニン
コンスタンチン・アレクサンドロヴィチ・スメタニン（ロシア語: Константин Александрович Сметанин、ラテン文字転写例: Konstantin Alexandrovich Smetanin、1898年 - 1969年）は、ソビエト連邦の外交官。

## 経歴
1937年に駐日ソ連大使館の顧問となる。
1939年9月21日にソビエト連邦の駐日全権代表に就任（1941年5月10日から特命全権大使）。
1941年5月には、前月にモスクワで調印された日ソ中立条約の批准書交換を松岡洋右外相と行う。翌6月に独ソ戦が勃発すると、松岡に対して日ソ中立条約の厳守を要求したが、「三国同盟を優先する」との返答を受け、顔面蒼白になっていたという。
同年8月、第3次近衛内閣の豊田貞次郎外相は松岡の見解を否定し、スメタニンに条約遵守を約束した。日ソ中立条約の太平洋戦争勃発直前には、東郷茂徳外相と数度に渡って会談を行い、ソ連が中立条約を侵犯しないことを言明した。
1942年5月28日をもって駐日大使の座を離れる。後任大使にはヤコフ・マリクが就任した。